# U-Boot tipus I
l' U-boot Tipus I va ser un intent de la Kriegsmarine Alemanya per produir un U-boot oceànic. Només se'n van produir dos (U-25 i U-26), botats el 1936, per les drassanes AG Weser de Bremen. Es va trobar que tenien una pobra estabilitat, un temps d'immersió lent, una pobra maniobrabilitat sota l'aigua i una mecànica poc fidel.
No gens menys, ambdós van tenir cert èxit en els primers mesos de la Segona Guerra Mundial. L'U-25 va enfonsar vuit vaixells i en danyà un; L'U-26 en va enfonsar onze i en danyà dos.
L'U-25 va topar amb una mina britànica en el Mar del Nord l'1 d'agost de 1940. Tota la tripulació es va perdre. L'U-26 va ser enfonsat per la seva tripulació l'1 de juliol de 1940, en ser inutilitzat per les càrregues de profunditat llençades des de la corbeta britànica Gladiolus i un Sunderland flying boat australià, i no va poder submergir-se. La totalitat de la tripulació va ser rescatada.

## Característiques generals[2]
Desplaçament: 862 tones (en superfície); 920 tones (submergit) 
llarg: 72,39 m 
ample: 6,21 m 
calat: 4,3 m 
propulsió en superfície: 2 motors dièsel MAN de 8-cilindres; màxima potència 3.080 shp (2.300 MW), 18,6 nusos (34,4 km/h)
propulsió submergit: 2 motors elèctrics BBC; màxima potència 1.060 ehp (790 kw), 8,3 nusos (15,4 km/h) 
Bateries: 2 de 62 cel·les (9.620 ampers-hora) 
Armament: un canó de coberta de 105 mm, un canó antiaeri de 20 mm, sis tubs llança torpedes de 533 mm torpede (quatre a proa, dos a popa), 14 torpedes o 28 mines TMA 
tripulació: 44-46 
Màxima profunditat d'immersió: 200 m 